# Xã Clay, Quận Harrison, Missouri
Xã Clay (tiếng Anh: Clay Township) là một xã thuộc quận Harrison, tiểu bang Missouri, Hoa Kỳ. Năm 2010, dân số của xã này là 85 người.